# نیکیتسا یلاویچ
نیکیتسا یلاویچ (کرواتی: Nikica Jelavić; زادهٔ ۲۷ اوت ۱۹۸۵) بازیکن فوتبال اهل کرواسی است.
وی همچنین برای تیم ملی فوتبال کرواسی ۳۶ بازی انجام داده و ۶ گل به ثمر رسانده‌است. پست تخصصی این بازیکن نیز، مهاجم است.